# Recea, Mehedinți
Recea este un sat în comuna Punghina din județul Mehedinți, Oltenia, România. Se află în partea de sud a județului, în Câmpia Blahniței, pe Râul Drincea.